# Lopidium parvulum
Lopidium parvulum là một loài Rêu trong họ Hookeriaceae. Loài này được (Broth. & Paris) Broth. mô tả khoa học đầu tiên năm 1925.